# Aït Issafen
Aït Issafen (en àrab آيت إيسافن, Āyt Īsāfin; en amazic ⴰⵢⵜ ⵉⵙⴰⴼⴻⵏ) és una comuna rural de la província de Tiznit, a la regió de Souss-Massa, al Marroc. Segons el cens de 2014 tenia una població total de 3.293 persones.